# Банбъри
Банбъри (на английски: Banbury) е град в северната част на област (графство) Оксфордшър, регион Югоизточна Англия. Той е административен център на община Черуел. Населението на града към 2001 година е 43 867 жители.